# Anoche
Anoche è un singolo della musicista venezuelana Arca, pubblicato il 24 febbraio 2017 come secondo estratto dal terzo album in studio Arca.

## Descrizione
Nella canzone, la musicista descrive un sentimento viscerale per una persona che ha amato e di cui adesso sente nostalgia. In particolare, nel testo la cantante racconta di aver sognato la persona amata e di essere morta insieme a lei, e di aver provato al risveglio un grande vuoto ma anche speranza, pensando che quell'amore fosse ancora possibile.

## Tracce
Testi e musiche di Alejandra Ghersi.
1. Reverie – 3:36

## Formazione
Crediti tratti dall'edizione streaming dell'album.
- Alejandra Ghersi – performer associata, missaggio, produttrice, autrice del testo e della musica;
- Matt Colton – ingegnere del suono.